# زاك غاليفياناكيس
زاك غاليفياناكيس (بالإنجليزية: Zach Galifianakis)‏ هو ممثل أمريكي (من مواليد 1 أكتوبر 1969). بدأ مسيرته الفنية عام 1996. مِن أبرز الأعمالِ التي شارك فيها فيلم الدمى المتحركة وسِلسِلة الافلام الكوميدية صداع الكحول (The Hangover) بثلاثة أجزاء وفيلم تاريخ الاِستحقاقِ (Due Date).

## الأعمال
- همبتي دمبتي
- ساترداي نايت لايف
- عشاء للأغبياء (فيلم)
- فوق في الجو (فيلم)
- قوة الجاذبية (فيلم)
- إلى البرية (فيلم)
- الدمى المتحركة (فيلم)
- صداع الكحول (فيلم)
- صداع الكحول 2 (فيلم)
- صداع الكحول 3 (فيلم)
- تجعد في وقت

## وصلات خارجية
- زاك غاليفياناكيس على موقع IMDb (الإنجليزية)
- زاك غاليفياناكيس على موقع ميتاكريتيك (الإنجليزية)
- زاك غاليفياناكيس على موقع الموسوعة البريطانية (الإنجليزية)
- زاك غاليفياناكيس على موقع روتن توميتوز (الإنجليزية)
- زاك غاليفياناكيس على موقع مونزينجر (الألمانية)
- زاك غاليفياناكيس على موقع ألو سيني (الفرنسية)
- زاك غاليفياناكيس على موقع ميوزك برينز (الإنجليزية)
- زاك غاليفياناكيس على موقع تيرنر كلاسيك موفيز (الإنجليزية)
- زاك غاليفياناكيس على موقع أول موفي (الإنجليزية)
- زاك غاليفياناكيس على موقع بوكس أوفيس موجو (الإنجليزية)